# ラブライブ!サンシャイン!! Aqours 5th LoveLive! 〜Next SPARKLING!!〜
『ラブライブ！サンシャイン!! Aqours 5th LoveLive! 〜Next SPARKLING!!〜』（ラブライブ サンシャイン アクア フィフス ラブライブ ネクスト スパークリング）は、2020年1月8日に発売されたAqoursの映像作品。2019年6月8日・9日に西武ドームにて行われたAqoursの5thライブ『ラブライブ！サンシャイン!! Aqours 5th LoveLive! 〜Next SPARKLING!!〜』の公演の模様が収録された。

## リリース
Aqours5枚目の映像作品。2019年6月18日に公式サイトでBlu-rayとDVDでの発売決定が発表された。
2019年6月8日公演分を収録した「Day 1」と、6月9日公演分を収録した「Day 2」がDVDとBlu-rayで発売するほか、Blu-rayのみを両日分を収録した「Blu-ray Memorial BOX」が発売される。

## チャート成績
2020年1月7日付のオリコンBD総合デイリーランキングで1位にランクインし、2020年1月20日付のオリコン週間ランキングでは、Blu-ray週間ランキングで初動2.0万枚を売り上げ1位にランクイン。「3rd LoveLive!」から3作連続で週間1位を獲得した。通常盤DVDは「Day2」が音楽DVDチャートで17位にランクインし、BD/DVD合算チャートでは2位にランクインした。

## 収録内容

### 本編（Day1）

#### Disc 1
1. 僕らの走ってきた道は…
2. スリリング・ワンウェイ
3. 青空Jumping Heart
4. SKY JOURNEY
5. Daydream Warrior
6. 逃走迷走メビウスループ - 松浦果南（諏訪ななか）、黒澤ダイヤ（小宮有紗）、小原鞠莉（鈴木愛奈）
7. 予測不可能Driving! - 松浦果南（諏訪ななか）、黒澤ダイヤ（小宮有紗）、小原鞠莉（鈴木愛奈）
8. Marine Border Parasol - 高海千歌（伊波杏樹）、桜内梨子（逢田梨香子）、渡辺曜（斉藤朱夏）
9. ハジマリロード - 津島善子（小林愛香）、国木田花丸（高槻かなこ）、黒澤ルビィ（降幡愛）
10. Hop? Stop? Nonstop!

#### Disc 2
1. 恋になりたいAQUARIUM
2. 君の瞳を巡る冒険
3. 未来の僕らは知ってるよ
4. SELF CONTROL!! - Saint Snow
5. Believe again - Saint Snow
6. Brightest Melody
7. Over The Next Rainbow - Saint Aqours Snow
8. ホップ・ステップ・ワーイ!
9. 卒業ですね - AZALEA
10. Guilty!? Farewell party - Guilty Kiss
11. サクラバイバイ - CYaRon!
12. Next SPARKLING!!

### 本編（Day2）

#### Disc 3
1. 僕らの走ってきた道は…
2. スリリング・ワンウェイ
3. 青空Jumping Heart
4. SKY JOURNEY
5. Daydream Warrior
6. 逃走迷走メビウスループ - 松浦果南（諏訪ななか）、黒澤ダイヤ（小宮有紗）、小原鞠莉（鈴木愛奈）
7. 予測不可能Driving! - 松浦果南（諏訪ななか）、黒澤ダイヤ（小宮有紗）、小原鞠莉（鈴木愛奈）
8. Marine Border Parasol - 高海千歌（伊波杏樹）、桜内梨子（逢田梨香子）、渡辺曜（斉藤朱夏）
9. ハジマリロード - 津島善子（小林愛香）、国木田花丸（高槻かなこ）、黒澤ルビィ（降幡愛）
10. Hop? Stop? Nonstop!

#### Disc 4
1. HAPPY PARTY TRAIN
2. “MY LIST” to you!
3. 未来の僕らは知ってるよ
4. SELF CONTROL!! - Saint Snow
5. Believe again - Saint Snow
6. Brightest Melody
7. Over The Next Rainbow - Saint Aqours Snow
8. Jump up HIGH!!
9. 卒業ですね - AZALEA
10. Guilty!? Farewell party - Guilty Kiss
11. サクラバイバイ - CYaRon!
12. Next SPARKLING!!

### 特典ディスク（Disc 5）
1. 幕間映像1
2. 幕間映像2
3. 幕間映像3
4. 幕間映像4
5. Making of LoveLive! Sunshine!! Aqours 5th LoveLive! 〜Next SPARKLING!!〜